# كريس غاريت (لاعب كرة قدم كندية)
كريس غاريت (بالإنجليزية: Chris Garrett)‏ هو لاعب كرة قدم كندية أمريكي، ولد في 11 فبراير 1987 في نيويورك في الولايات المتحدة.